# Xu Linbei
Xu Linbei (Shanghái, 19 de noviembre de 1983) es una deportista china que compitió en piragüismo en la modalidad de aguas tranquilas. Ganó una medalla de plata en el Campeonato Mundial de Piragüismo de 2002 en la prueba de K4 1000 m.
Participó en dos Juegos Olímpicos de Verano en los años 2004 y 2008, su mejor actuación fue un cuarto puesto logrado en Atenas 2004 en la prueba de K2 500 m.

## Palmarés internacional
| Campeonato Mundial | Campeonato Mundial | Campeonato Mundial | Campeonato Mundial |
| Año                | Lugar              | Medalla            | Evento             |
| ------------------ | ------------------ | ------------------ | ------------------ |
| 2002               | Sevilla (España)   | Medalla de plata   | K4 1000 m          |